# Punk 'n' roll
Le punk 'n' roll, ou rock 'n' roll punk, est un terme générique qui désigne le mélange d'éléments punk rock avec du hard rock ou du rock 'n' roll. Parfois, la frontière entre le rock 'n' roll punk, le punkabilly et le psychobilly, le surf punk est si floue que le terme punk 'n' roll sert parfois de terme générique. Des groupes de tous ces genres se retrouvent ainsi par exemple sur la série des compilation Punk-'n'-Roll-a-Licious.

## Histoire
Certains groupes punk américains de la première heure, comme les Ramones, les Dictators et les Pagans, utilisaient déjà des éléments de style rock 'n' roll des années 1950. Plus tard, des groupes britanniques comme The Clash (notamment sur leur album London Calling) ont également utilisé de manière ironique la nostalgie du rock 'n' roll des années 1950. C'est surtout le groupe californien Social Distortion, dont le chanteur Mike Ness a durablement marqué l'image du « greaser-punk », qui a atteint le statut de groupe culte.
Depuis le début des années 1990, ce sont surtout des groupes scandinaves comme Turbonegro,, Gluecifer, Hellacopters ou les Backyard Babies qui ont attiré l'attention, s'inspirant musicalement et visuellement des Dictators, des New York Dolls ou de Social Distortion, et dont le style est également connu sous le nom de high speed rock 'n' roll, néo-rock 'n' roll, rock 'n' roll core ou speedrock. En résumé, on parlait souvent de punk 'n' roll, même si certains groupes avaient d'autres noms propres : Turbonegro parlait par exemple de death punk. Pour la plupart des groupes cités, outre les groupes de punk rock et de punk hardcore cités, les influences de groupes de hard rock comme Motörhead, AC/DC et Rose Tattoo jouaient un grand rôle. Il y avait également des recoupements avec le sleaze rock.

## Sous-culture
Depuis les années 1990, dans le sillage de la « vague néo-rock 'n' roll » scandinave, une scène spécifique s'est formée au sein du mouvement rock et punk avec les groupes cités, mais aussi de nouveaux groupes comme Psychopunch,. Depuis le milieu des années 1990, une évolution similaire s'est produite en Allemagne, avec des groupes comme The Lucky Punch, The Ten Buck Fuck, Boozed, The Bad Days, The Cellophane Suckers, Diamond Heights ainsi que Dumbell, qui bouclent la boucle grâce à leurs origines américaines et à leur connaissance du punk-rockeur new-yorkais Sonny Vincent. 
Le genre est également représenté au Japon, avec le groupe Guitar Wolf en tête. Outre la préférence pour le punk 'n' roll, la nostalgie des années 1950 (notamment les Cadillacs et le look Bettie Page chez de nombreuses femmes de la scène punk 'n' roll), les tatouages et la mode (chemises à flammes et flattop ou toupet) ont marqué l'image de la sous-culture auprès du public. Parallèlement, il existe également des retours à la mode glam rock des années 1970. Les fans du groupe Turbonegro ont créé leur propre culture de fans avec la « turbo jeunesse » au sein de la scène, ils apparaissent souvent avec des écussons uniformes sur les vestes en jean et se rencontrent lors de « journées mondiales de la turbo jeunesse ». 